# Josan Meijers
Josephina Petronella Maria (Josan) Meijers (Amsterdam, 31 juli 1955) is een Nederlandse PvdA-politica en bestuurder.

## Biografie

#### Maatschappelijke carrière
Meijers behaalde in 1980 haar akte MO-A in pedagogiek en psychologie en in 1984 haar akte MO-B in orthopedagogiek en psychologie aan de Katholieke Hogeschool Tilburg. In 1986 behaalde zij een certificaat in speltherapie aan de Rijksuniversiteit Leiden. Voor zij provinciebestuurder werd, was zij onder andere orthopedagoog/speltherapeut en directeur Vluchtelingen & Nieuwkomers in de regio Rivierenland. Ook werkte ze ruim tien jaar als adviseur en manager bij grote gemeenten als Amsterdam, Zaanstad en Utrecht en kleine(re) gemeenten als Middelharnis en Nijkerk.

#### Politieke carrière
Vanaf 2007 was Meijers namens de PvdA lid van de Provinciale Staten van Gelderland en vanaf 2010 was zij fractievoorzitter. Van november 2012 tot juni 2019 was zij gedeputeerde in Gelderland. Daar had zij de portefeuille Gelderse gebiedsontwikkeling (GGO), Ruimte (ruimtelijke ordeningsbeleid, bedrijventerreinen, omgevingsvisie & omgevingsagenda, luchtvaart), Water (inclusief Deltaprogramma), Wonen en Cultuur & Erfgoed. Zij volgde in die functie Co Verdaas op die staatssecretaris werd in het kabinet-Rutte II.

#### Carrière na de politiek
Van 10 juli 2019 tot 24 september 2020 was Meijers waarnemend burgemeester van Lingewaard. Van 9 maart 2021 tot 10 maart 2023 was zij waarnemend burgemeester van Buren. Sinds 20 maart 2020 is zij voorzitter van de stuurgroep Noordelijke Maasvallei / Maasheggen UNESCO. Sinds 1 januari 2023 is zij voorzitter van de raad van toezicht van Erfgoed Gelderland. Na de waterschapsverkiezingen van 2023 werd zij informateur en formateur voor de vorming van een coalitie bij het waterschap Aa en Maas.

#### Privéleven
Meijers is getrouwd en heeft twee dochters.